# Borex
Borex ist eine politische Gemeinde im Distrikt Nyon des Kantons Waadt in der Schweiz.

## Geographie
Borex liegt auf 470 m ü. M., 5 km westlich des Bezirkshauptorts Nyon (Luftlinie). Das Dorf erstreckt sich auf dem leicht nach Südosten geneigten Plateau am Jurasüdfuss, westlich des Genfersees.
Die Fläche des 2,0 km² grossen Gemeindegebiets umfasst einen Abschnitt am Jurasüdfuss. Der Gemeindeboden reicht vom Flüsschen Boiron de Nyon nordwärts über das bebaute Gebiet von Borex bis zur Flur En Caudray, bei der mit 511 m ü. M. der höchste Punkt der Gemeinde erreicht wird. Von der Gemeindefläche entfielen 1997 18 % auf Siedlungen, 2 % auf Wald und Gehölze und 80 % auf Landwirtschaft.
Zu Borex gehören der ehemalige Weiler Petit Borex (482 m ü. M.) nordwestlich des Dorfes, die Siedlung Les Tourniaux (471 m ü. M.) nordöstlich von Borex sowie einige Einzelhöfe. Die Nachbargemeinden von Borex sind im Westen Crassier, im Süden Arnex-sur-Nyon, im Osten Eysins, im Nordosten Signy-Avenex, im Nordnordosten Grens und im Norden Chéserex.

## Bevölkerung
Mit 1134 Einwohnern (Stand 31. Dezember 2023) gehört Borex zu den kleineren Gemeinden des Kantons Waadt. Von den Bewohnern sind 74,7 % französischsprachig, 10,5 % deutschsprachig und 7,9 % englischsprachig (Stand 2000). Die Bevölkerungszahl von Borex belief sich 1850 auf 121 Einwohner, 1900 auf 168 Einwohner. Nach 1960 (201 Einwohner) setzte eine rasante Bevölkerungszunahme mit einer Vervierfachung der Einwohnerzahl innerhalb von 40 Jahren ein.

## Wirtschaft
Borex war bis in die zweite Hälfte des 20. Jahrhunderts ein hauptsächlich durch die Landwirtschaft geprägtes Dorf. Östlich des Dorfes wird Weinbau betrieben, sonst herrscht auf den fruchtbaren Böden der Ackerbau vor. Weitere Arbeitsplätze sind im lokalen Kleingewerbe und im Dienstleistungssektor vorhanden. In den letzten Jahrzehnten hat sich Borex dank seiner attraktiven Lage zu einer Wohngemeinde entwickelt. Viele Erwerbstätige sind Wegpendler, die vor allem in Nyon und in Genf arbeiten.

## Verkehr
Die Gemeinde liegt nahe der Hauptstrasse von Nyon nach Divonne-les-Bains in Frankreich. Der Autobahnanschluss Nyon an der A1 (Genf-Lausanne) ist nur rund 3 km vom Dorf entfernt. Durch den Postautokurs, der von Nyon nach Coppet verkehrt, ist Borex an das Netz des öffentlichen Verkehrs angebunden. An der von 1905 bis 1962 betriebenen Bahnlinie von Nyon via Crassier nach Divonne-les-Bains hatte Borex einen kleinen Bahnhof.

## Geschichte
Die erste urkundliche Erwähnung des Dorfes erfolgte 1213 unter dem Namen Borrai; im 19. Jahrhundert erschien auch die Schreibweise Borrex. Seit der ersten Nennung gehörte Borex zur Herrschaft Crassier. Mit der Eroberung der Waadt durch Bern im Jahr 1536 kam das Dorf unter die Verwaltung der Landvogtei Nyon. Nach dem Zusammenbruch des Ancien Régime gehörte Borex von 1798 bis 1803 während der Helvetik zum Kanton Léman, der anschliessend mit der Inkraftsetzung der Mediationsverfassung im Kanton Waadt aufging.

## Sehenswürdigkeiten
Die Überreste eines römischen Aquädukts, der das Wasser von Divonne nach Nyon (Colonia Iulia Equestris) leitete, sind noch sichtbar. Im alten Ortskern von Borex sind einige Bauernhäuser aus dem 17. bis 19. Jahrhundert erhalten. Borex besitzt keine eigene Kirche, es gehört zur Pfarrei Crassier.